# Platin (Band)

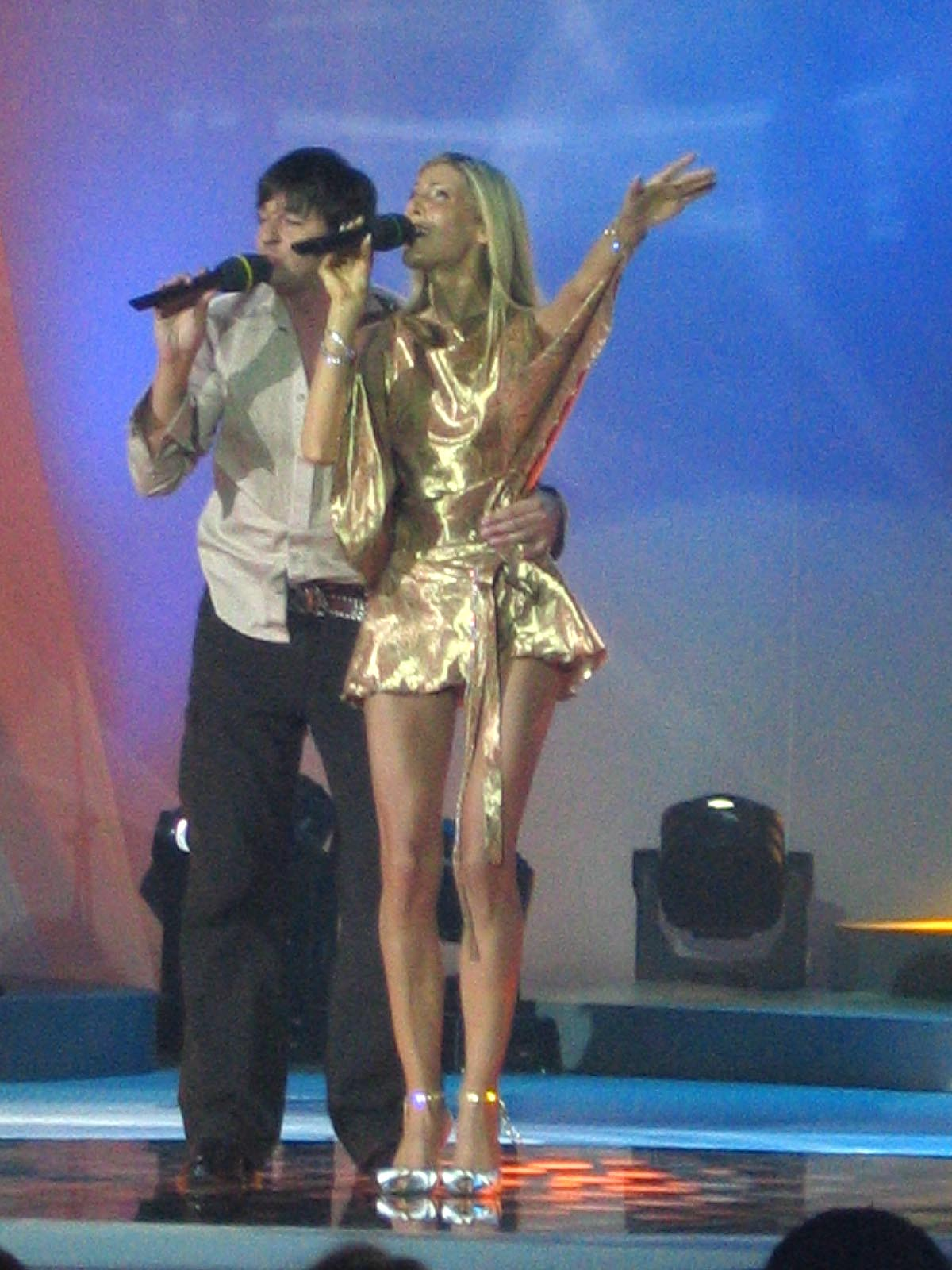
Platin (2004)

Platin ist ein slowenisches Gesangsduo, bestehend aus dem Ehepaar Diana Lečnik und Simon Gomilšek.

## Werdegang
Die beiden Musiker spielten zunächst gemeinsam in einer Band und gründeten 2001 das Duo. Als Sieger des slowenischen Vorentscheids durften sie beim ersten Semifinale des Eurovision Song Contest 2004 antreten, bei dem sie mit ihrem Soul-Popsong Stay forever (dt.: Bleib für immer) Zweitletzte wurden und sich somit nicht fürs Finale qualifizieren konnten. Einen Tag später heiratete das Paar in Istanbul. Im gleichen Jahr erschien das deutschsprachige Album Ich lieb’ dich viel zu sehr.
Des Weiteren trat das Duo mit ihrer Begleitband auf Galas und Firmen-Events mit einem gemischten Repertoire auf.

## Diskografie
Alben
- 2002: Pet minut
- 2004: Ich lieb’ dich viel zu sehr